# Omanana tortolita
Omanana tortolita är en insektsart som beskrevs av Ball 1931. Omanana tortolita ingår i släktet Omanana och familjen dvärgstritar. Inga underarter finns listade i Catalogue of Life.